# (5897) Novotná
(5897) Novotná ist ein Asteroid des Hauptgürtels, der am 29. September 1984 vom tschechischen Astronomen Antonín Mrkos am Kleť-Observatorium (IAU-Code 046) bei Český Krumlov in Tschechien entdeckt wurde.
Der Asteroid gehört zur Astraea-Familie, einer Gruppe von Asteroiden, die nach (5) Astraea benannt ist.
Benannt wurde er nach der tschechischen Opernsängerin (Sopran) und Schauspielerin Jarmila Novotná (1907–1994), die im Ruf stand, eine der besten Sängerinnen ihrer Zeit zu sein.